# Худи Лог
Худи Лог (словен. Hudi Log, итал. Boscomalo) је насељено место у општини Мирен–Костањевица, Горишка регија, Словенија.

## Историја
До територијалне реорганизације у Словенији био је у саставу старе општине Нова Горица.

## Становништво
У попису становништва из 2011. године, Худи Лог је имао 22 становника.
| Број становника према пописима | Број становника према пописима | Број становника према пописима |
| ------------------------------ | ------------------------------ | ------------------------------ |
| 1991                           | 2002                           | 2011                           |
| 26                             | 23                             | 22                             |